# Maurice Manson
Maurice Manson, nato Moritz Levine (Toronto, 31 gennaio 1913 – Los Angeles, 21 settembre 2002), è stato un attore canadese.

## Filmografia parziale

### Cinema
- Maigret dirige l'inchiesta (Maigret dirige l'enquête), regia di Stany Cordier (1956)
- Il terrore sul mondo (The Creature Walks Among Us), regia di John Sherwood (1956)
- Una Cadillac tutta d'oro (The Solid Gold Cadillac), regia di Richard Quine (1956)
- La sopravvissuta (The Undead), regia di Roger Corman (1957)
- L'aquila solitaria (The Spirit of St. Louis), regia di Billy Wilder (1957)
- The Girl in the Kremlin, regia di Russell Birdwell (1957)

### Televisione
- The Court of Last Resort – serie TV, episodio 1x14 (1958)
- Perry Mason – serie TV, 5 episodi (1958-1966)
- Sugarfoot – serie TV, episodi 1x17-3x09 (1958-1960)
- Gli uomini della prateria (Rawhide) – serie TV, episodio 1x01 (1959)
- Alfred Hitchcock presenta (Alfred Hitchcock Presents) – serie TV, 4 episodi (1959-1960)
- The Best of the Post – serie TV, episodio 1x08 (1960)
- Dennis the Menace – serie TV, 5 episodi (1960-1963)
- The Americans – serie TV, episodio 1x03 (1961)
- L'ora di Hitchcock (The Alfred Hitchcock Hour) – serie TV, episodio 1x04 (1962)